# Свети Атанасий (Сенгелово)
Вижте пояснителната страница за други значения на Свети Атанасий.
„Свети Атанасий“ (на гръцки: Αγίου Αθανασίου) е българска възрожденска православна църква в село Сенгелово (Ангистро), Егейска Македония, Гърция, част от Валовищката епархия.

## Архитектура
Църквата е разположена на хълм на няколко километра северозападно от селото, преди входа му, до самата граница с България. В архитектурно отношение представлява типичната за средата на XIX век трикорабна базилика без нартекс и с размери 11,75 m. ширина и 17,54 m дължина без централната апсида. В средата на западната стена се издига внушителна четириетажна камбанария с правоъгълна форма и размери долу 2,84 m на 3,70 m. Първите два етажа са с широк сводест отвор на всяка страна, а горните два – с по два сводести отвора. Камбаната е с надпис на български език. На западната стена от камбанарията започва открит трем на дървени колони, който продължава и по цялата южна стена. Църквата е с два входа, единият на запад и един от южната страна. Над южния вход има ниша с изображение на светеца покровител. На северната стена няма прозорци, а на южната има пет малки над покрива на трема. На изток има един прозорец над апсидата. Светилището завършва на изток с три полукръгли ниши, като отвън се подава само централната апсида, която е по цялата ширина на кораба, а другите две влизат в зида. Полукръгли ниши има и от север и от юг. Зидарията е проста - от дялан камък и хоросан, като зидовете са белосани. В интериора трите кораба са разделени от два реда колони с п-образни аркади.

## Живопис
Над западния вход има доста повреден стенопис на светеца покровител, изобразен в архиерейски одежди, с евангелие в ръка и благославящ. Във вътрешността са изписани всички стени. В западната част на северната стена над прозореца има остатъци от сцената Убийството на младенците. По-нататък на изток е изобразен гол светец, може би Свети Онуфрий. Следва Архангел Михаил с меч, отнасящ душата на възрастен мъж и Страшният съд с гръцки надписи: Η ΔΕΥΤΕΡΑ ΠΑΡΟΥΣΙΑ // ΤΟΥ ΧΡΙΣΤΟΥ и ΚΑΙ ΕΚΡΙΘΗΣΑΝ ΟΙ ΝΕΚΡΟΙ ΕΚ ΤΩΝ ΓΕΓΡΑΜΕΝΩΝ ΕΝ ΤΟΙΣ // ΚΑΙ ΕΙ ΤΙΣ ΟΥΧ ΕΥΡΕΘΗ ΕΝ ΤΗ ΒΙΒΛΩ ΤΗΣ ΖΩΗΣ.
Живописта на южната стена е в три зони. Над входа има благославящ монах в голяма схима, чийто надпис е изтрит. До него има аскет и Свети Тодор, според надписа Θεόδωρος. Надписите и на двамата са били на български и са изтрити, като е подновен на гръцки само единият. Над тях във втората зона е Чудото на изцелението на обладаните. Под прозореца са апостолите Петър и Павел с модел на църква с купол в ръце. След тях в долната зона са двама прелати с архиерейски митри. Десният носи свитък с надпис ΕΞΑΙΡΕΤΩΣ ΤΗΣ ΠΑΝΑΓ- / ΙΑΣ ΑΧΡΑΝΤΟΥ. Заедно държат общ свитък, на който се чете само първият ред ΟΙ ΛΕΓΟΝΤΕΣ... В средната зона е Христос със Самарянката. Сцената има полузаличен надпис на български. 

В третата зона е чудото с излекуването на парализирания. След това, под прозореца изобразени светците Козма и Дамян. Виждат се гръцки надписи - вляво ΑΓΙΟΣ, а вдясно от втория светец ΔΑΜΙΑΝΟΣ, като между тях има надпис на български ΚΟЗΜΑ ДΑΜИΑ. Във фриза на прозореца вдясно е Света Екатерина, а вляво Свети Трифон с надписи на български CB. EKATEPИНА и CB. TP[И]ФОН. След това на изток в долната зона са един йерарх и Свети Христофор с надпис на български CB. XPИCOФOPЪ. В средната зона е отричането на Тома с надпис ΗΕΒΕΡΗИ ΤΟΜΑ, а в третата зона са Мироносците. Във фриза на прозореца отдясно е Свети Пантелеймон, а отляво Свети Мина с копие и мъченически кръст с надписи на български CB. ПAНTEЛEИMOН и СВ. В малкото пространство, което остава до светилището има пейзаж с храсти и дървета, който продължава и в светилището.
В южната стена на светилището в долната зона е изобразен дякон Роман Сладкопевец с надпис ΜΕΛΩΔΟΣ. Под главата му има изтрит български надпис. В горната зона е неизвестен прелат. В нишата на стената има шкаф, на чиято врата са изобразени двама ангели, обърнати към честната трапеза, на която има кръст и евангелие. Във фриза на прозореца отдясно има йерарх с бяла, а отдясно йерарх черна брада.
На източната стена в три последователни зони са сцени от Стария Завет, от Новия Завет и Житията на светците. В югозападния ъгъл на първата зона са Мария Египтянка и Свети Зосим със следи от български надпис и до тях в конхата на светилището един йерарх – вероятно Свети Спиридон, съдейки по остатъка от българския надпис CП.
Във втората зона е предателството на учениците с Юда, който има черен демон на рамото си. В третата зона е изобразено гостоприемството на Авраам и молитвата в Гетсиманската градина. В нишата на диаконикона е Христос като Божия Агнец, държащ на раменете си овца. Българският надпис е замазан със синя боя. Вляво и вдясно от краката на Христос има малки ангелски глави.
В предната част на нишата на светилището е изобразена Светата Троица. От двете страни на прозореца са Христос вляво, а вдясно се различава Бог Отец. Изображението на Светия Дух над тях е унищожено. В конфата на апсидата е изобразена Богородица Ширшая небес тип Влахернитиса с Малкия Христос, със спокойно лице, благославящ с две ръце. Надписът е изтрит. Отляво и отдясно има два ангели, коленичили на облаци с отворени свитъци. Отляво е изобразен архиерей с бяла брада с надпис СВ... / БΟΓΟCЛ... – Григорий Богослов. Отдясно са Йоан Златоуст и Свети Василий Велики, благославящи и държащи отворено евангелие с лявата ръка. Славянските им надписи са пренаписани.
В долната зона вляво от конхата има йерарх с отворен свитък. В нишата на протезиса е Апокалипсисът и Видението на Свети Петър Александрийски, който носи отворен свитък. В долната зона е причастието на учениците и чудото с хляба.
На северната стена на светилището, в конхата е епизодът с измиването. В североизточния ъгъл Христос в бяла роба над светата трапеза държи свитък, а вляво – в непосредствена близост до входа на светилището – е изобразен неизвестен йерарх с отворен свитък. Във втората зона има коленичили хора като продължение на сцената с чудото с хляба. Следва мъченичеството на Свети Игнатий, изобразен прав фронтално, нападнат от два лъва на височината на раменете.

## Иконостас
Иконостасът е дървен и резбован с три врати – царските двери, на протезиса и на диаконикона. Състои се от основа с царските икони, архитрав и кръст. Царските двери са в червено и зелено. В горната част са разположени две змийски глави, рамкирани от цъфтящи филизи, в средната зона е изобразено Благовещение с архангел Гавриил отдясно и Богородица отляво, а в долната зона са Свети Григорий Богослов и Свети Василий отляво и Свети Йоан Златоуст и Свети Атанасий вдясно. В останалите табла в овални рамки са сцени от Сътворението: създаването на Адам, създаването на Ева, неподчинението на Адам и Ева, изгонването от рая, жертвата на Авел, убийството на Авел, жертвата на Авраам. От иконостаса отсъстват царските икони на Христос, на Богородица и на Свети Йоан Предтеча, както и всички апостолски икони. Оцелели са само на Свети Николай, Свети Георги, убиващ дракона, Свети Атнасий – трите последни с изтрити и пренаписани на гръцки надписи, Света Марина, Света Параскева и Свети Димитър, датирана в долния десен ъгъл 1859 г.
В светилището има плъзгаща се врата, изобразяваща Христос със Светия Граал. На нея има надпис от зографа Лазар Аргиров от Мелник:
| „ | + Δια δαπάνη τον δούλων του Θεού Αθανάσι Αλεξίου από Τζοφλίκι εις μνημόσινον αυτόν εν έτει Σωτηρίω 1869 Μαΐου 9. χείρ Λαζάρου Αγιογράφου εκ Μελένικον | “ |

## Преносими икони и амвон
В северната и южната част на храма, близо до иконостаса са запазени три икони. На север е Възнесение на Свети Илия, датирана в долния десен ъгъл 1859 г., също като царската икона на Свети Димитър и очевидно са дело на един зограф. На същата стена е иконата Възкресение Лазарево, която със сигурност може да се припише на Лазар Аргиров. На южната стена е иконата на Света Троица, на която надписът е изтрит и пренаписан на гръцки, но долу вдясно пише Марта 19 и отдолу има нечетим български текст. В проскинитарий в южния кораб има икона на Св. св. Константин и Елена с изтрит и пренаписан на гръцки надпис. Тази икона показва най-силни прилики с изображението на плъзгащата се врата на Лазар Аргиров, датирано 1869 г. В друг проскинитарий в северния кораб има икона на Христос, изобразен с хитон и наметало и затворено евангелие и с изтрит надпис. Иконата е от средата на XIX век и е доста повредена.
В югозападния ъгъл на наоса е запазена една малка част от амвона. На нея са изобразени двама дякони и един светец с отворен свитък, може би евангелист, като надписите и на тримата са изтрити.

## Датировка и авторство на стенописите
На базата на архитектурните особености храмът се датира в средата на ΧΙΧ век – преди 1859 година, когато е датирана царската икона на Свети Димитър. Изписването е сходно със стенописите на екзонартекса на католикона на Серския манастир, които датират от 1852 година и са дело на Серги Георгиев от Неврокоп. Вероятно и стенописите са от 1859 г., в която е датирана иконата на Свети Димитър. Изписването на вратата на шкафа на южната стена на светилището, на царските икони и на иконите на Възнесението на Свети Илия и Възкресението на Лазар са от същия зограф. Зографът от Сенгелово показва по-слаба техника и по-опростен дизайн от Серги Георгиев и предвид приликите между плъзгащата се врата и стенописите в храма, те могат да се припишат на Лазар Аргиров от Мелник.